# Johannes Frischauf
Johannes Frischauf (Beč, 7. rujna 1837. − Graz, 7. siječnja 1924.), austrijski matematičar, geodet i alpinist, popularizator astronomije, biologije, turizma i planinarstva

## Životopis
Frischauf se najviše bavio kartografijom. U raspravi Beiträge zur Geschichte und Construction der Karten-projectionen objavljenoj u Grazu 1891. godine povezuje Tissotovu konusnu projekciju s Lambertovom konformnom, a čitava rasprava posvećena je J. H. Lambertu. Godine 1905. objavljuje u Leipzigu Die Abbildungslehre und deren Anwendung auf Kartographie und Geodäsie, u kojem poopćuje kartografsku projekciju kao preslikavanje s kugline plohe u ravninu, na općenitije preslikavanje. U tom djelu Frischauf se, između ostalog, bavi svojstvima afinog preslikavanja, preslikavanjem jedne plohe na drugu, ekvivalentnim i konformnim preslikavanjima, poliedarskom projekcijom, primjenama teorije preslikavanja u višoj geodeziji, izborom projekcije, poviješću teorije preslikavanja i Zemljinim matematičkim oblikom. 
Godine 1913. objavljuje u Stuttgartu udžbenik Die mathematischen Grundlagen der Landesaufnahme und Kartographie des Erdsphäroids. U uvodu toga udžbenika napisao je da se geodezijom i kartografijom bavi još od doba svojeg studiranja, te posebno ističe da je imao sreću slušati predavanja dr. Josefa Herra na Visokoj tehničkoj školi u Beču o praktičnoj geometriji, sfernoj astronomiji i višoj geodeziji. U tom udžbeniku Firschauf obrađuje Zemljin elipsoid, sfernu trigonometriju, osnove više geodezije, afinitet i preslikavanje ploha, preslikavanje sferoida na plohu kugle, primjenu konformnih projekcija na rješavanje geodetskih problema, preslikavanje sfere u ravninu, trigonometrijsko određivanje visina, povijest sferoidne geometrije i teorije preslikavanja, te vezu između državne izmjere i kartografije. 
Godine 1919. objavljuje knjigu "Beiträge zur Landesaufnahme und Kartographie des Erdsphäroids" na 200 stranica kao dopunu svojem udžbeniku iz 1913. Između ostalog, u tom djelu bavi se i pseudocilindričnim projekcijama te predlaže neke nove. Frischauf je bio osvjedočeni prijatelj Hrvata i Slovenaca, pa je u vezi s time bio i osnivač, savjetnik ili suradnik mnogih njihovih udruženja i društava. Primjerice, u svojstvu počasnoga gosta bio je nazočan na otvorenju suvremenoga Sveučilišta u Zagrebu 1874. godine. Sudjelovao je na osnivačkoj skupštini Hrvatskoga sokola i osnutku Hrvatskoga liječničkog zbora. 
Od 1868. godine sustavno je obilazio i opisivao planine u Hrvatskoj i Crnoj Gori i slovenske Alpe, posebno Kamniško-Savinjske Alpe. Brinuo se za postavljanje planinarskih domova u Savinjskim Alpama, gdje je postavio tri takva doma. U Kamniško-Savinjskim Alpama istražio je i markirao mnogo planinarskih putova, odredio velik broj visina i o tome pisao opširne članke. Godine 1893. Slovensko planinarsko društvo proglasilo ga je počasnim članom. Po njemu se zove planinarski dom na Okrešlju. U povodu obilježavanja stote obljetnice ogranka Savinjske doline Slovenskog alpskog društva, Alpsko društvo iz Celja podiglo je u Logarskoj dolini spomenik Franu Kocbeku i Johannesu Frischaufu, dvojici s nemjerljivim zaslugama za razvoj planinarstva i alpinizma u Kamniškim i Savinjskim Alpama. Spomenik je 1993. na prigodnoj svečanosti otkrio predsjednik Republike Slovenije. 
U proljeće 1874. pri usponu na Klek sastaje se J. Frischauf s Vladimirom Mažuranićem i Budom Budosavljevićem te ih potiče na osnivanje hrvatskoga planinarskog društva. Frischauf je prošao pješice cijeli put od Rijeke do Crikvenice i Selca, te u detalje opisao ljepote krajolika, morskih uvala i plaža, blizinu golemih šuma Gorskog kotara, odnosno predio u kojemu se struje morskoga zraka miješaju s planinskim zrakom, što je onodobna medicina uvelike vrednovala kao mjesto za oporavak i liječenje. Frischauf je 1891. godine izdao prvi vodič na njemačkom jeziku o Crikvenici, pod imenom Das klimatische Kurort und Seebad Crikvenica (Klimatsko lječilište i morsko kupalište Crikvenica).

## Djela
- Beiträge zur Geschichte und Construction der Karten-projectionen. Lauschner & Lubensky, Graz 1891, 14 str.
- Das klimatische Kurort und Seebad Crikvenica. 1891.
- Bemerkungen zu C. S. Peirce Quincuncial Projection. American Journal of Mathematics 1897, v. 19, no. 4, str. 381-382.
- Die Abbildungslehre und deren Anwendung auf Kartographie und Geodäsie. Zeitschrift für Mathematischen und Naturwissenschaftlichen Unterricht 1905, v. 36, str. 393-404, 477-497; (i kao posebno izdanje) Sonderdruck, B. G. Teubner, Leipzig 1905, 32 str.
- Zur Abbildungslehre und deren Anwendung auf Landesaufnahme. Zeitschrift für Vermessungswesen 1908, v. 37, str. 225-240.
- Zur Abbildung des Erdsphäroids. Zeitschrift für Vermessungswesen 1908, v. 37, str. 326-330.
- Zur Wahl der Projektion für Karten grossen und mittlern Massstabs. Petermanns Mitteilungen 1908, v. 54, no. 7, str. 161-163.
- Zur Abbildung der Flächen. Österreichische Zeitschrift für Vermessungswesen 1909, str. 12.
- Zur Polyederprojektion. Zeitschrift für Vermessungswesen 1909, v. 38, no. 19, str. 515-516.
- Das Hilfsdreieck der Abbildung der Kugel auf der Ebene. Zeitschrift für Vermessungswesen 1910, v. 39, no. 18, str. 473-484.
- Die Polyederprojektion. Petermanns Mitteilungen 1910, v. 56-2, no.1, str. 29-30.
- Die mathematischen Grundlagen der Landesaufnahme und Kartographie des Erdsphäroids. Stuttgart 1913, 204 str.
- Zum kartographischen Bilde des Gross- und Parallel-Kreises. Zeitschrift für Vermessungswesen 1914, v. 43, no. 1, str. 1-15.
- Beiträge zur Landesaufnahme und Kartographie des Erdsphäroids. Teubner, Leipzig 1919, 200 str.

## Vanjske poveznice
- Frischauf, Johannes Hrvatska tehnička enciklopedija, portal hrvatske tehničke baštine. LZMK